# Río Arnego
El río Arnego es un río del noroeste de la península ibérica que discurre por la provincia de Pontevedra, en Galicia, España.

## Curso
El río Arnego tiene su nacimiento a 800 metros de altitud en la Peña de Francia (sierra del Faro) al unirse varios riachuelos. En Brocos, se une al río Ulla, en el embalse de Portodemouros, donde acaba su curso. Aparece descrito en el segundo volumen del Diccionario geográfico-estadístico-histórico de España y sus posesiones de Ultramar de Pascual Madoz de la siguiente manera:

ARNEGO: r. que nace en la gran cadena que separa las aguas entre el Ulla y el Miño en los puntos y desfiladeros, en que se hallan sit. las aldehuelas de Villarino-frio, Pallotas y Poboadura entre los 2 vericuetos elevados que se nombran Peña de Francia y Martiña, colocada esta al E. de la felig. de Osera de la prov. de Orense. Corre como de S. á N. por espacio de cerca de 6 leg. con bastante profundidad y márg. generalmente muy escarpadas, hasta incorporarse al Ulla entre los térm. de las parr. de Sta. María de Arnego y Brocos, de manera que da nombre á las en que nace y se pierde. Abunda en escelentes truchas con algunas anguilas, é inmediato á su confluencia con el Ulla buenos salmones que suben de este último r. Tiene 5 pasos notables con sus puentes de piedra y madera, a saber; el primero cerca de su confluencia entre las felig. de Arnego y Brocos; el 2.° entre las 
de Toiriz y Brantega : el 3.° entre las de Cadron y Villaríno; el 4.° entre las de Alemparte y Pedroso, y el 5.° con el nombre de puente del Hospital, entre las de Alzoire y Rodeiro.
(Madoz, 1845, p. 586)

## Etimología
Aparece documentado ya como "Arnego" en el año 853. Según E. Bascuas, el topónimo "Arnego", cuyo origen reconstruye a *Arnaikom o *Arnekom, sería derivado de la base paleoeuropea *Ar-n-, derivada de la raíz indoeuropea *er- 'fluir, moverse', con significado hidronímico.